# Mieders
Mieders település Ausztriában, Tirolban az Innsbrucki járásában található. Területe 16,5 km², lakosainak száma 1 790 fő, népsűrűsége pedig 110 fő/km² (2014. január 1-jén). A település 952 méteres tengerszint feletti magasságban helyezkedik el.

## Fordítás
- Ez a szócikk részben vagy egészben  a   Mieders című angol Wikipédia-szócikk ezen változatának fordításán alapul.  Az eredeti cikk szerkesztőit annak laptörténete sorolja fel. Ez a jelzés csupán a megfogalmazás eredetét és a szerzői jogokat jelzi, nem szolgál a cikkben szereplő információk forrásmegjelöléseként.